# Černý důl (přírodní památka, okres Opava)
Černý důl je přírodní památka východně od obce Svatoňovice v okrese Opava. Chráněné území je ve správě Krajského úřadu Moravskoslezského kraje.

## Předmět ochrany
Důvodem vyhlášení přírodní památky je ochrana je významného zimoviště mnoha druhů netopýrů a zároveň též ochrana další fauny a flóry na území bývalé břidličné haldy a v přilehlém lesním porostu.

## Lokalita
Chráněné území se nachází v oblasti geomorfologického celku Nízký Jeseník v nadmořské výšce 520 metrů. Černý důl je bývalý hlubinný důl, v němž se těžila břidlice, používaná jako střešní krytina. Důl měl tři podzemní patra. Těžba v něm byla ukončena před rokem 1945 a v roce 1978 byl vstup do dolu zasypán odpadem. Od roku 1976 bylo toto zimoviště různých chráněných druhů netopýrů sledováno odborníky a v roce 1989 byl důl s přilehlým územím prohlášen přírodní památkou.